# Битва при Флоддене
Битва при Флоддене (англ. Battle of Flodden; 9 сентября 1513) — сражение между войсками Англии и Шотландии в период Итальянских войн. Разгром шотландской армии в этой битве вызвал серьёзный внутриполитический кризис в Шотландии в период несовершеннолетия короля Якова V.

## Военные действия перед сражением

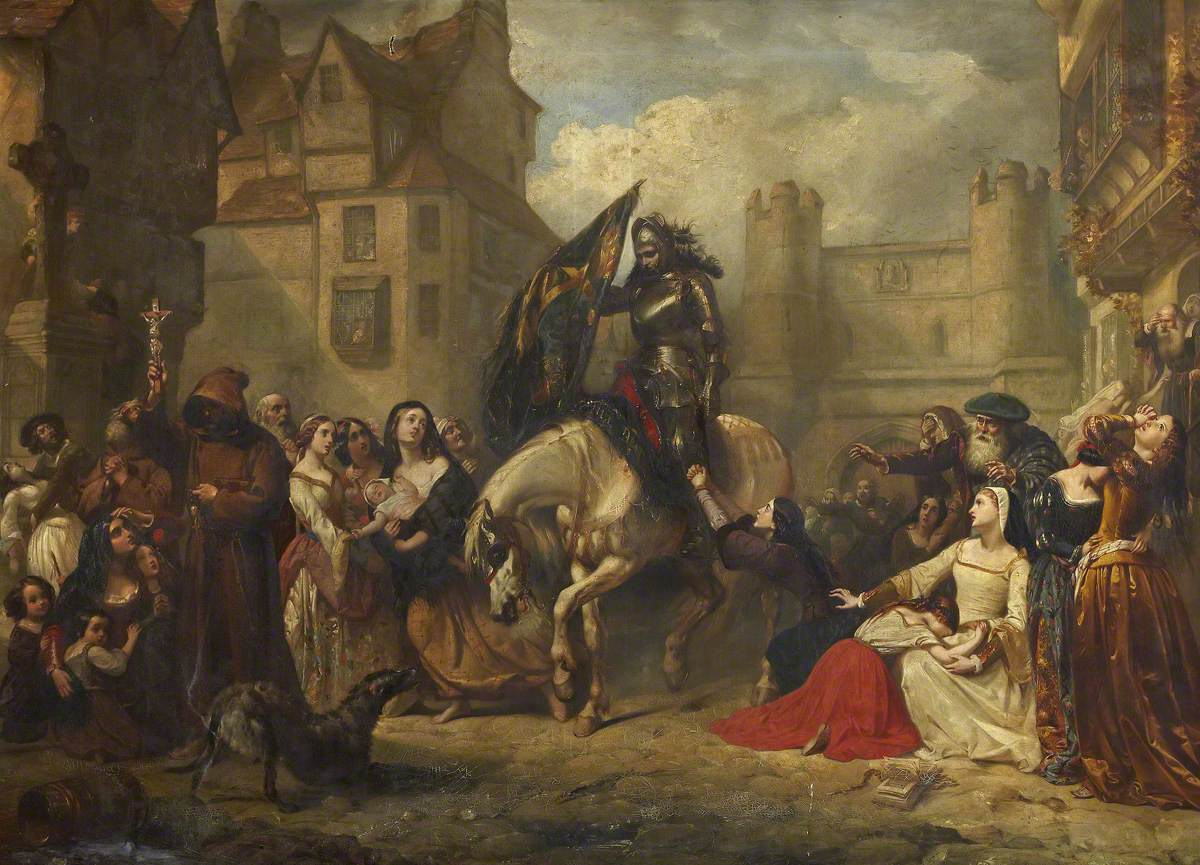
Томас Джонс Баркер. «Эдинбург. Вести с поля битвы при Флоддене» (1849)

В условиях вторжения в середине 1513 года английской армии короля Генриха VIII во Францию (см. Итальянские войны), Шотландия была вынуждена начать военные действия в поддержку своего старого союзника. 22 августа 1513 года крупная (по некоторым оценкам, до 60 тыс. чел.) шотландская армия под командованием короля Якова IV перешла границу с Англией. Вместе с армией двигалась самая современная тяжёлая артиллерия, в том числе 6 кулеврин и 6 полукулеврин из Эдинбургского замка. Шотландские войска довольно быстро захватили приграничные английские замки — Норхэм, Уарк, Форд, Итал, однако продвигаться далее вглубь территории противника не спешили. Возможно, Яков IV не желал широкомасштабных военных действий с Англией, а лишь стремился продемонстрировать выполнение Шотландией своих обязательств перед Францией.
Это, однако, не входило в намерения английской стороны: Генрих VIII, отправляясь на войну во Францию, возложил организацию обороны северных графств на талантливого военачальника Томаса Говарда, графа Суррея. Ему удалось собрать значительное по численности ополчение (значительная часть которого была вооружена биллями) и, несмотря на дождливую погоду, быстро двинуться навстречу шотландцам. Одновременно английский флот адмирала Говарда, сына графа Суррея, подвёз английским войскам лёгкую артиллерию.

## Положение сторон
К утру 9 сентября 1513 года шотландские войска расположились хорошо укреплённым лагерем на западном берегу реки Тилл в Нортумберленде. Английская армия, продвигаясь по восточному берегу реки, неожиданно для шотландцев форсировала Тилл, и начала наступление. Шотландская армия была вынуждена оставить свой лагерь и занять высоты у Флодденских холмов. Численность армий противников была примерно равной — по 20—25 тыс. человек, однако если артиллерия шотландцев была тяжёлой и трудной для маневрирования, то англичане располагали легкими полевыми орудиями, количеством значительно превосходящими шотландские.

## Ход битвы
Сражение началось артиллерийской перестрелкой. По всей видимости, во Флодденской битве впервые в истории военного дела именно артиллерия решила исход сражения: лёгкие и точные орудия англичан быстро разбомбили громоздкую артиллерию шотландцев, что вынудило последних оставить высоты и начать атаку. Яков IV был слишком энергичен и самоуверен, чтобы хладнокровно командовать войсками: он одним из первых бросился в бой, предоставив прочим отрядам самостоятельно определять стратегию и тактику их участия в битве.
В условиях дождя и слякоти лучники и конница стали бесполезными и сражение быстро превратилось в рукопашную схватку. Шотландские рыцари были вооружены длинными пиками, которые в условиях пересеченной местности оказались неэффективным оружием. Тем не менее сражение было необычайно жестоким и долгим. Левому флангу шотландцев под командованием графа Хантли удалось отбросить противостоящий ему английский отряд. Горские отряды Аргайла и Леннокса на правом фланге в жестокой схватке были разбиты. Король Яков IV, возглавляющий центр шотландской армии, был убит английскими копейщиками. Лишь глубокой ночью сражение завершилось: шотландская армия была полностью разбита, понеся при этом огромные потери: было убито до 10 тыс. шотландцев, что по крайней мере втрое превышало численность погибших англичан. Более того, на поле боя остались король Яков IV, его сын Александр Стюарт, графы Аргайл, Леннокс, Ботвелл и другие — почти весь цвет шотландского рыцарства.
Екатерина Арагонская, супруга Генриха VIII, во время отсутствия мужа бывшая регентом Англии, очень гордилась победой под Флодденом и даже отослала королю подарок — окровавленную сорочку Якова IV.

## Значение сражения при Флоддене
Разгром при Флоддене надолго вывел Шотландию из участия в Итальянских войнах. Гибель короля повлекла за собой долгий внутриполитический кризис в Шотландии в период несовершеннолетия Якова V. Резко возрос престиж английских войск, что позволило королю Англии Генриху VIII вести активную внешнюю политику в Европе, зачастую не считаясь с мнением своих союзников.

## Отражение в культуре
- Вальтер Скотт посвятил историческому сражению свою поэму, или роман в стихах «Мармион» (1808).
- В сериале «Испанская принцесса» битва показана во второй серии второго сезона.
- В альбоме немецкой группы Grave Digger Tunes of war одна из песен носит название «Battle of Flodden».